# Ofiuco
Ofiuco u Ophiuchus, es una de las 88 constelaciones modernas y una de las 48 listadas por Ptolomeo. También puede ser conocida como el Portador de la Serpiente, el Serpentario o el Cazador de Serpientes. Puede verse en ambos hemisferios entre los meses de abril a octubre por estar situada sobre el ecuador celeste.
Al norte de Ofiuco se halla Hércules, al suroeste Sagitario y al sureste Escorpio; al este se encuentran la la Cabeza de la Serpiente (Serpens Caput) y Libra, mientras que al oeste quedan el Águila (Aquila), el Escudo de Sobieski (Scutum) y la Cola de la Serpiente (Serpens Cauda). La constelación queda flanqueada por la Cabeza y la Cola de la Serpiente, que puede ser considerada como una única constelación: la Serpiente (Serpens), que la atraviesa. El conjunto resultante es un hombre rodeado por una serpiente.

## Características destacables

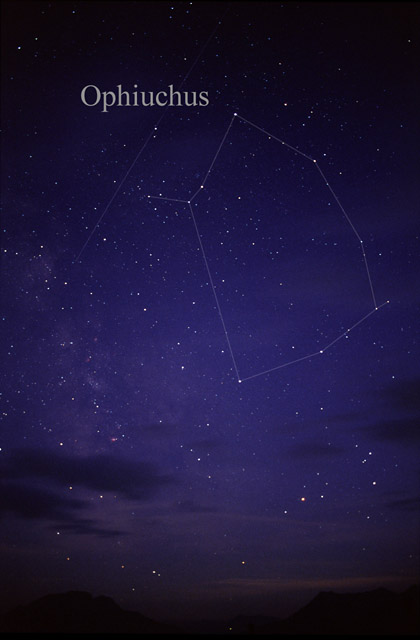
Constelación Ophiuchus AlltheSky.com.

La estrella más brillante de la constelación es α Ophiuchi, que recibe el nombre de Rasalhague o Ras Alhague, una subgigante blanca de tipo espectral A5IVnn, 25 veces más luminosa que el Sol y distante 48 años luz.
Le sigue en brillo η Ophiuchi, conocida como Sabik, una binaria compuesta por dos estrellas blancas de la secuencia principal de tipo espectral A2.5V y A3V; lo inusual del sistema es la gran excentricidad de la órbita (ε = 0,95), que hace que la separación entre las componentes oscile entre 2 ua y 65 ua, siendo su período orbital de 88 años.
La tercera estrella en brillo, ζ Ophiuchi, es una estrella azul de tipo O9V muy luminosa y masiva —74 000 veces más luminosa que el Sol y 20 veces más masiva— considerada una estrella fugitiva, es decir, se piensa fue expulsada de un sistema estelar por la explosión de una estrella acompañante.
De características contrapuestas es Yed Prior —nombre oficial de δ Ophiuchi—, fría gigante roja de tipo M0.5III y 3811 K de temperatura efectiva.
β Ophiuchi, denominada Cebalrai, es una gigante naranja de tipo K2III con un radio 12 veces más grande que el radio solar. κ Ophiuchi es otra gigante muy parecida, también de tipo K2III y de prácticamente el mismo tamaño.

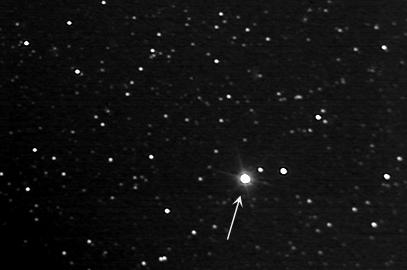
Localización de la Estrella de Barnard —estrella más próxima al sistema solar tras α Centauri— en el cielo nocturno

En esta constelación se localizan varias de las estrellas más cercanas a nuestro sistema solar. Así, la Estrella de Barnard es, después de las tres componentes de Alfa Centauri, la estrella más próxima al Sol, estando situada a poco menos de 6 años luz.
Es una enana roja de tipo espectral M4.0V que tiene aproximadamente el 16 % de la masa solar y un radio igual al 19 % del que tiene el Sol.
Su luminosidad bolométrica —que incluye la luz infrarroja emitida— equivale a 3,5/1000 veces la solar. Con una edad entre 7000 y 12 000 millones de años, la Estrella de Barnard es bastante más antigua que el Sol, y podría estar entre las estrellas más viejas de la Vía Láctea.
También en Ofiuco se encuentran los sistemas 70 Ophiuchi y 36 Ophiuchi, constituidos por enanas naranjas —estrellas semejantes al Sol aunque más frías y tenues—, ambos a menos de 20 años luz de distancia. Las dos componentes de 70 Ophiuchi, de tipo K0V y K4V, tienen una órbita excéntrica (ε = 0,499), lo que provoca que su separación fluctúe entre 11,6 y 34,8 ua a lo largo de su período orbital de 88,4 años. Se encuentra a 16,64 años luz del sistema solar.
Por su parte, 36 Ophiuchi es un sistema triple, en donde las dos componentes principales, de tipo K0V y K1V, se mueven también en una órbita notablemente excéntrica (ε = 0,922), variando la separación entre ellas desde 7 hasta 169 ua; una tercera enana naranja —de tipo K5V— orbita alrededor de esta binaria a una distancia comprendida entre 4370 y 5390 ua.
Distante 18,7 años luz, Gliese 644 es un sistema estelar quíntuple, el sistema de estas características más cercano a la Tierra, siendo todas sus componentes enanas rojas. En primera instancia, Gliese 644 es una binaria visual con un período orbital de 627 días pero, además, una de las componentes es una binaria espectroscópica con un período de 2,96 días. El sistema se completa con otras dos estrellas mucho más alejadas, visualmente a 72 y 220 segundos de arco, respectivamente.
Entre las variables de la constelación, cabe mencionar a RS Ophiuchi, una nova recurrente cuyo último estallido tuvo lugar el 12 de febrero de 2006. 
Asimismo, en 1604 apareció en esta constelación la supernova de Kepler (SN 1604), la última supernova observada en nuestra propia galaxia a una distancia no superior a 6 kiloparsecs.
Fue una supernova de tipo Ia visible a simple vista que en el momento de máxima luminosidad superó en brillo a cualquier otra estrella del cielo nocturno.
Por otra parte, V2388 Ophiuchi es una de las binarias de contacto más brillantes del cielo nocturno con una variación de brillo de 0,3 magnitudes en un ciclo de 19,26 horas; las dos componentes se hallan separadas entre sí solo 0,021 ua.
Se conocen varias estrellas con exoplanetas en Ofiuco. En torno a Gliese 628 (Wolf 1061), enana roja de tipo espectral M3.5V, orbitan tres planetas con masas lo suficientemente bajas como para que puedan ser planetas rocosos, aunque actualmente se desconocen sus tamaños y densidades. Uno de ellos es una «supertierra» que se mueve cerca del borde interior de la zona habitable de la estrella.
En torno a otra enana roja, GJ 1214, también se ha descubierto otra supertierra con un diámetro 2,68 veces más grande que el diámetro terrestre.
Otra estrella con un planeta extrasolar es Rosalíadecastro, nombre oficial de HD 149143, subgigante amarilla de tipo G0IV cuyo planeta, denominado Riosar, tiene un diámetro un 5 % más grande que el de Júpiter. Su separación respecto a su estrella es de solo 0,053 ua.

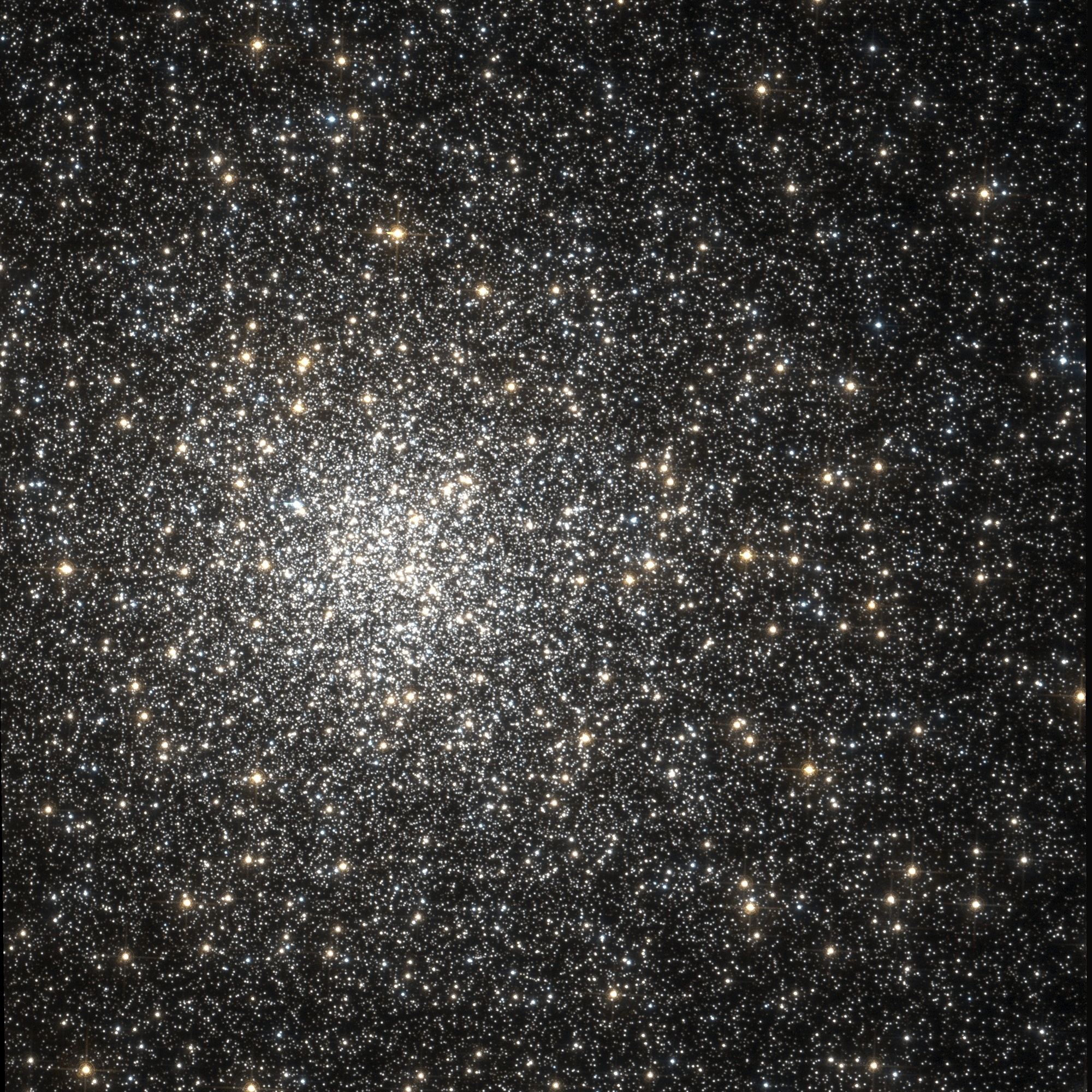
Imagen del cúmulo globular M62 obtenida con el telescopio espacial Hubble

En Ofiuco se encuentra la nebulosa M2-9, también conocida como nebulosa de los Chorros Gemelos, una nebulosa planetaria situada a unos 2100 años luz de distancia. Es una nebulosa bipolar con dos lóbulos de material emitidos por la estrella binaria que hay en su centro. Se estima que la capa exterior tiene unos 1200 años de edad.
NGC 6369 es otra nebulosa planetaria, llamada también nebulosa del Pequeño Espíritu o nebulosa del Pequeño Fantasma, ya que aparece como una pequeña nube fantasmal rodeando a la tenue estrella central. Las imágenes del telescopio espacial Hubble muestran cómo el remanente estelar en su centro irradia luz ultravioleta hacia el gas envolvente.
Diversos cúmulos globulares de la constelación pueden ser observados con binoculares. M9 es uno de los cúmulos globulares más cercanos al núcleo de la Vía Láctea, ya que se encuentra a una distancia de 5500 años luz del mismo y a 25 800 años luz de nuestro sistema solar.
M10 y M12 son también cúmulos de este tipo, distantes 14 300 y 16 000 años luz respectivamente; este último se caracteriza por  tener muy pocas estrellas de baja masa.
Por su parte, M19 es uno de los cúmulos globulares más achatados que se conocen, pudiendo deberse dicha deformación a su proximidad al centro de la galaxia; tiene una edad aproximada de 11 900 millones de años.
M62, cúmulo globular irregular, está también cerca del núcleo galáctico —a 5500 años luz— y es uno de los cúmulos más masivos y luminosos de nuestra galaxia. El cúmulo tiene al menos dos poblaciones estelares diferenciadas, que probablemente representan dos episodios distintos de formación estelar.
La sonda Voyager 1, el objeto creado por el hombre más distante de la Tierra actualmente, se localiza en esta constelación. En abril de 2024 se encontraba a 162 ua de la Tierra, viajando a través de la heliosheath, la capa más externa de la heliosfera del Sol.

## Estrellas principales
- α Ophiuchi (Ras Alhague o Rasalhague), la más brillante de la constelación con magnitud 2,09 y de color blanco; situada cerca de Ras Algethi (α Herculis) al norte de la constelación.
- β Ophiuchi (Cebalrai), gigante naranja de tipo K2III y magnitud 2,77, situada también al norte de la constelación.
- γ Ophiuchi, estrella blanca de magnitud 3,75 en donde se ha detectado un disco circunestelar de polvo.

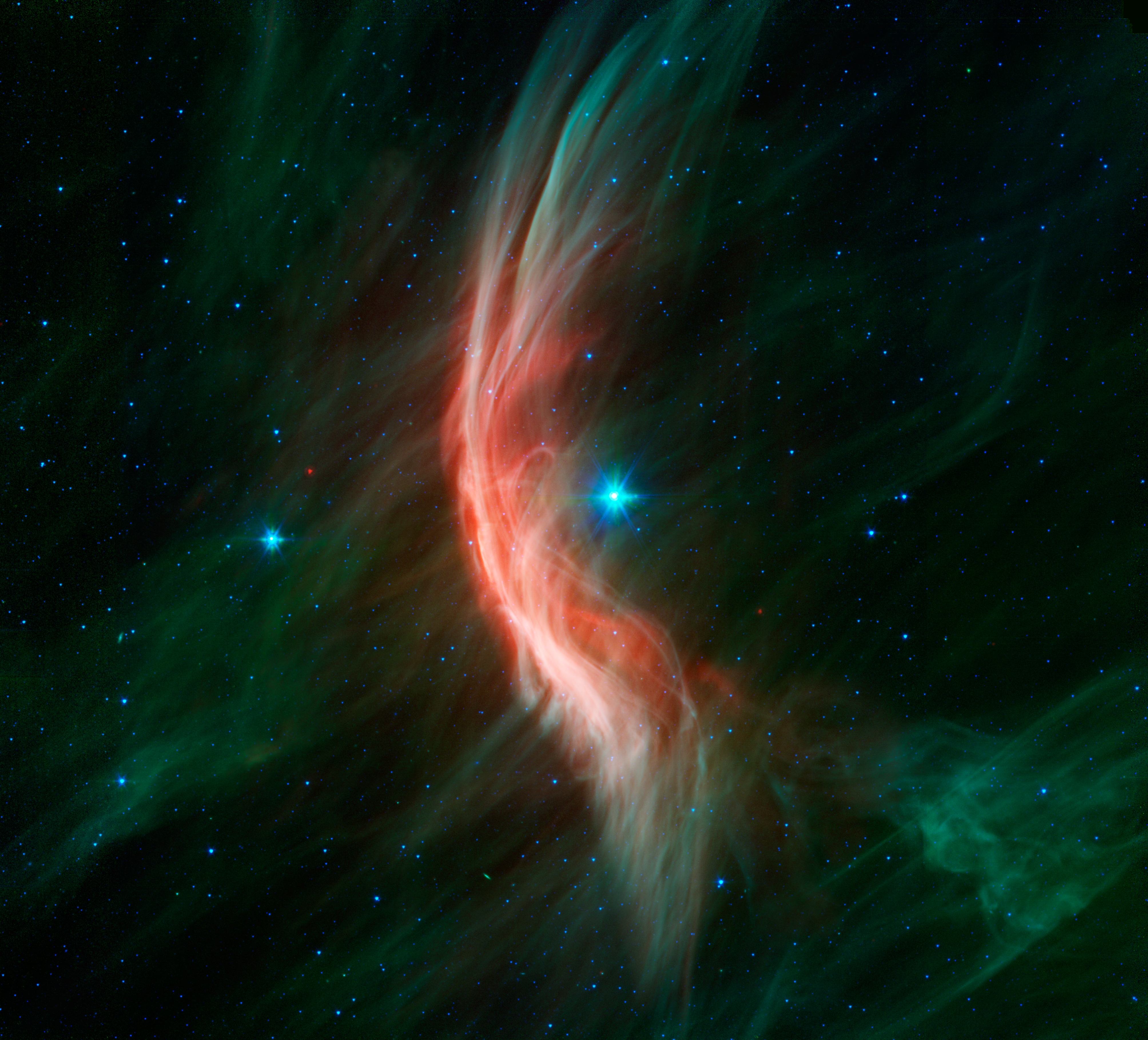
ζ Ophiuchi, estrella fugitiva que viaja a 24 km/s y crea una onda de choque delante de ella

- δ Ophiuchi (Yed Prior), de magnitud 2,73 y color rojo, situada al sur de la constelación y cerca de la cabeza de la serpiente.
- ε Ophiuchi (Yed Posterior), muy cerca de Yed Prior y de magnitud 3,23, una estrella gigante de color amarillo.
- ζ Ophiuchi, la tercera más brillante de la constelación (magnitud 2,54), estrella del raro tipo espectral O (azul oscuro).
- η Ophiuchi (Sabik), la segunda más brillante con magnitud 2,43, estrella binaria blanca de la secuencia principal.
- θ Ophiuchi, caliente subgigante azul de magnitud 3,25.
- κ Ophiuchi, gigante naranja de magnitud 3,20.
- λ Ophiuchi (Marfik), estrella triple situada en el codo de Ofiuco.
- μ Ophiuchi, estrella de mercurio-manganeso de magnitud 4,62.
- ν Ophiuchi, gigante naranja acompañada de dos enanas marrones.
- ρ Ophiuchi, estrella binaria rodeada por una nebulosa de reflexión.
- υ Ophiuchi, estrella Am y binaria espectroscópica de magnitud 4,63.
- φ Ophiuchi, gigante amarilla de magnitud 4,29.
- χ Ophiuchi, estrella Be de magnitud 4,42.
- ψ Ophiuchi, gigante naranja de magnitud 4,49.

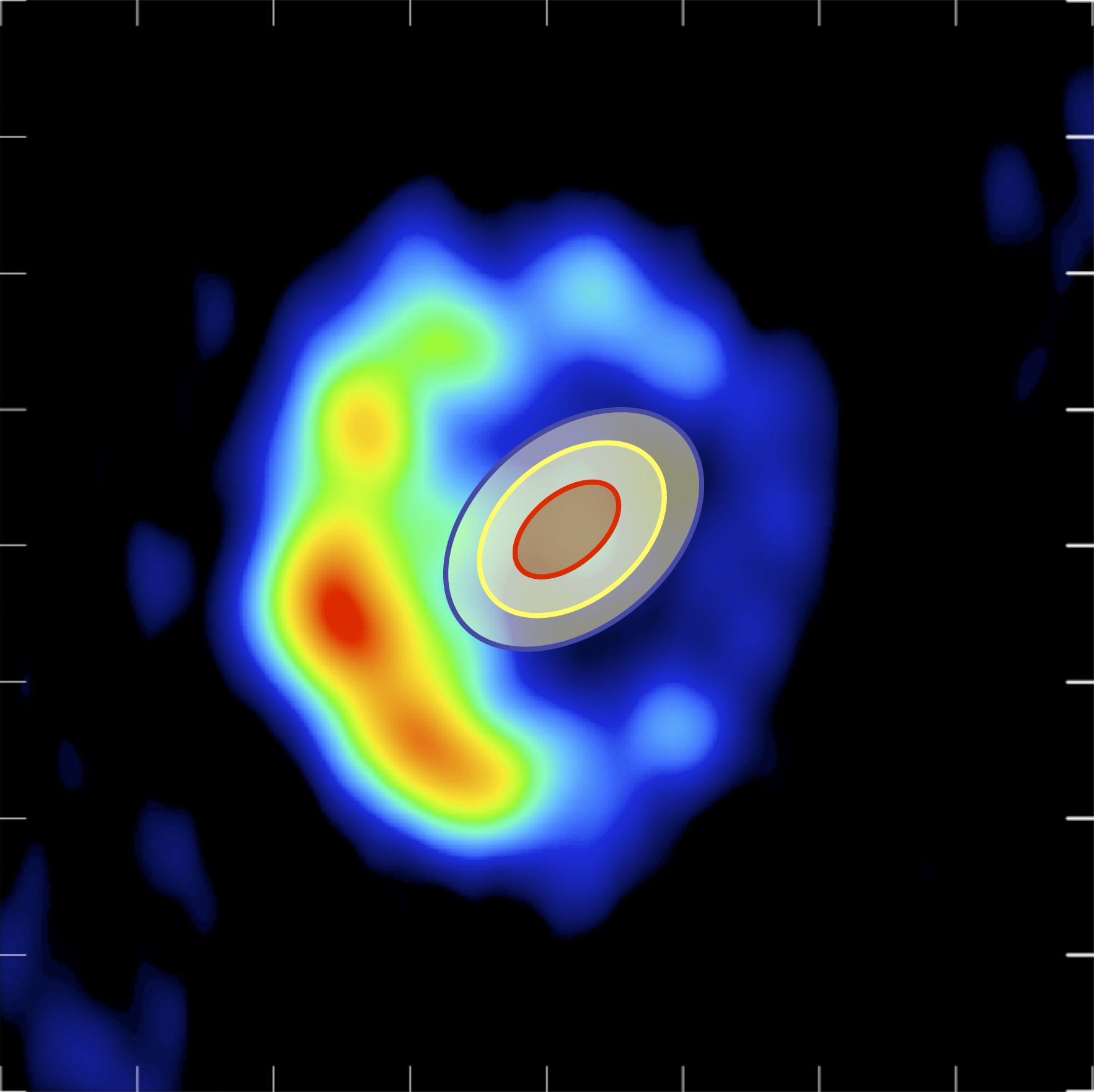
Imagen de interferometría y ondas de radio de RS Ophiuchi obtenida días después de su estallido de 2006.

- 45 Ophiuchi (d Ophiuchi), gigante o subgigante blanco-amarilla de magnitud 4,29.
- 51 Ophiuchi, estrella Herbig Ae/Be rodeada por un disco circunestelar de gas y polvo.
- 58 Ophiuchi, estrella blanco-amarilla distante 57 años luz.
- 67 Ophiuchi, supergigante azul de magnitud 3,97 que forma parte del cúmulo estelar Collinder 359.
- 70 Ophiuchi y 36 Ophiuchi, sistemas estelares cercanos a la Tierra, el primero a 16,6 años luz y el segundo a 19,5 años luz.
- 72 Ophiuchi, subgigante blanca de magnitud 3,72.
- U Ophiuchi, sistema estelar cuya componente principal es una binaria eclipsante de magnitud 5,72.
- X Ophiuchi, sistema binario compuesto por una variable Mira y una gigante naranja separadas unos 0,5 segundos de arco.
- Y Ophiuchi, cefeida de magnitud media 6,18 cuyo período es de 17,1241 días.
- RS Ophiuchi, nova recurrente formada por una gigante roja y una enana blanca.
- TW Ophiuchi, estrella de carbono y variable semirregular de magnitud media 8,20.
- V2129 Ophiuchi, joven estrella T Tauri de magnitud 11,2.
- V2292 Ophiuchi, enana amarilla de magnitud 6,64 distante 55 años luz.
- V2388 Ophiuchi, una de las binarias de contacto más brillantes del cielo con magnitud 6,26.

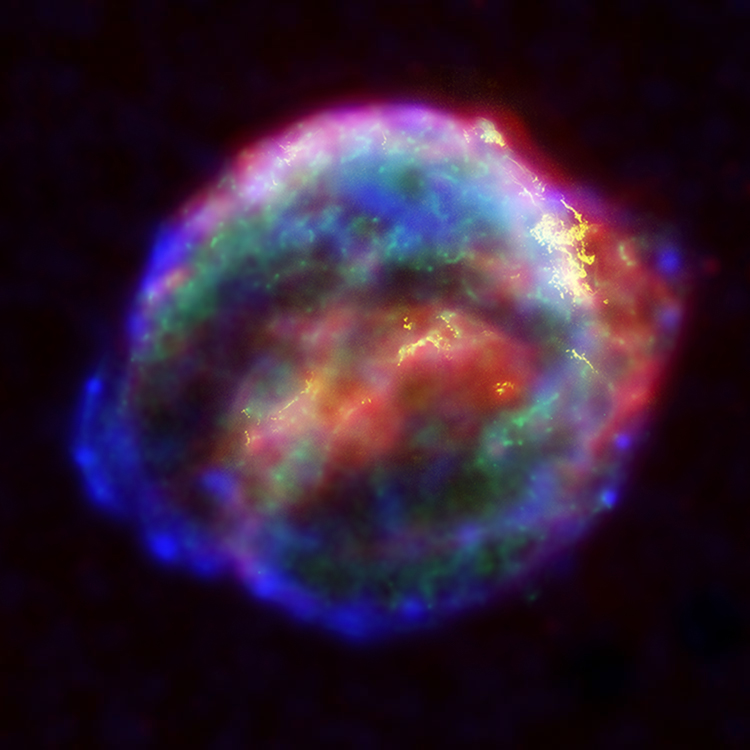
Resto de la supernova de Kepler, cuya luz llegó a la Tierra en 1604.

- Estrella de Barnard, la segunda estrella más cercana al sistema solar a 5,96 años luz, una enana roja de brillo tenue no visible a simple vista. Debe su nombre al astrónomo Edward Emerson Barnard, quien en 1916 descubrió que es la estrella con un mayor movimiento aparente (10,3 segundos de arco por año).[36]
- Rosalíadecastro (HD 149143), estrella con una masa superior a la del Sol, que cuenta con un planeta extrasolar llamado Riosar que la orbita. Nombres elegidos por votación popular en España bajo concesión del proyecto NameExoWorlds por parte de la Unión Astronómica Internacional (IAU).
- Gliese 628 (Wolf 1061), enana roja a 13,81 años luz del sistema solar.
- Gliese 644 (Wolf 630), el sistema estelar quíntuple más cercano a la Tierra, distante 18,7 años luz.
- Gliese 673, 12 Ophiuchi (V2133 Ophiuchi) y Gliese 688, enanas naranjas a 25,2, 31,9 y 34,9 años luz respectivamente.
- Gliese 653 y Gliese 654, un amplio sistema binario a 34,7 años luz del sistema solar.
- GJ 1214, enana roja con un planeta extrasolar.
- G 21-15, sistema formado por tres enanas blancas, uno de los pocos conocidos de estas características.
- SN 1604 (Supernova de Kepler), supernova que tuvo lugar en el año 1604.

## Objetos de cielo profundo

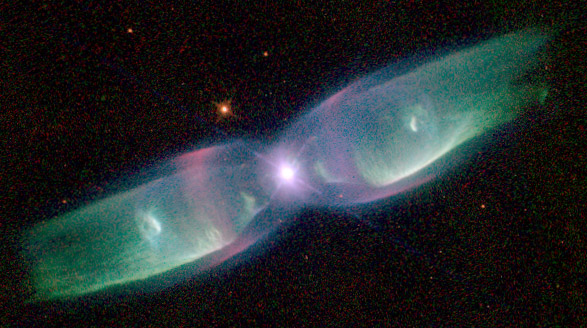
Imagen de la nebulosa M2-9 (también conocida como nebulosa de los Chorros Gemelos o nebulosa Alas de Mariposa).

- M9, cúmulo globular de magnitud 7,7, uno de los más cercanos al núcleo galáctico. Se han encontrado trece variables en este cúmulo y las estrellas más brillantes tienen magnitud 13,5.
- Cúmulos globulares M10 y M12 al norte de la constelación, ambos de color amarillento por las estrellas gigantes rojas y anaranjadas.
- M19 es un cúmulo globular achatado a solo 5200 años luz del centro de la galaxia.
- M62, otro cúmulo en el límite con Escorpión que se caracteriza por su forma irregular. Tiene hasta 89 variables reconocidas, muchas ellas variables RR Lyrae.
- M107, este último cerca del plano galáctico a una distancia de unos 20 000 años luz; al igual que M9, se localiza al sur de la constelación.
- Nebulosa M2-9 (también conocida como nebulosa de los Chorros Gemelos y nebulosa Alas de Mariposa), una nebulosa planetaria bipolar en cuyo centro se encuentra una estrella binaria.
- LDN 1773, nebulosa oscura también conocida como nebulosa de la Pipa.
- NGC 6240, galaxia infrarroja ultraluminosa, remanente de la fusión de dos galaxias menores.
- NGC 6369, nebulosa planetaria conocida también como nebulosa del Pequeño Espíritu o del Pequeño Fantasma.

## Mitología

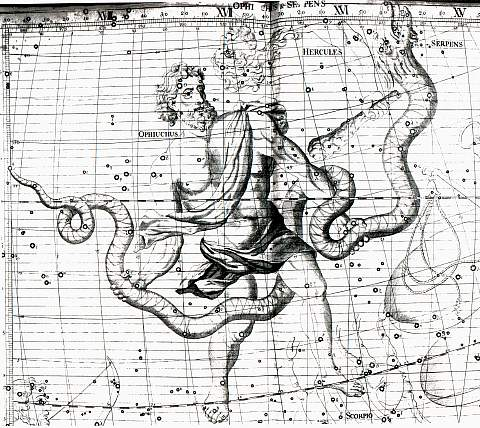
Ofiuco en el Atlas Coelestis de John Flamsteed.

En la mitología griega el catasterismo del Serpentario representa a un hombre que agarra una serpiente con ambas manos, visto desde atrás. La Serpiente, que se extiende a derecha e izquierda ante él, se clasifica ahora como una constelación independiente, como indicaba Ptolomeo. La leyenda sobre Ofiuco tiene hasta cinco variantes. La primera versión nos habla de Asclepio. Zeus lo golpeó con un rayo para castigarlo por haberse atrevido a revivir a los muertos, habiéndolo hecho finalmente con Hipólito, hijo de Teseo. Más tarde lo colocó en el cielo como gesto conciliador hacia Apolo, el padre de Asclepio. Asclepio aparece con una serpiente porque ese era su principal atributo como dios sanador. Por eso se dice que los descendientes de Asclepio están versados en la cría de serpientes y en el uso de los venenos. La segunda versión dice que cuando Triptólemo estaba repartiendo por el mundo el regalo de grano de Deméter, Carnabón, rey de los getas, planeó asesinarlo y mató a uno de los dragones que tiraban de su carro. Deméter acudió al rescate de Triptólemo y colocó a Carnabón en el cielo como una serpiente como elemento disuasorio para los demás. Aunque el pasaje correspondiente de Higino no lo deja claro, cabe suponer que la constelación lo muestra bajo la amenaza constante de la serpiente. La tercera versión nos dice que después de que Tríopas derribara el templo de Deméter en Tesalia para construir el tejado de su palacio, la diosa le infligió un hambre insaciable y envió una serpiente contra él. Tras su muerte, lo destinó en el cielo, donde todavía se le puede ver rodeado por una serpiente que parece infligirle un castigo eterno y bien merecido. La cuarta versión nos dice que se trata, en cambio, de Forbante, hijo de Tríopas, que limpió Rodas de serpientes, incluida una de enorme tamaño, después de que una tormenta le hubiera empujado a la isla. Era el favorito de Apolo, que lo honró colocándolo en el cielo, donde se le puede ver con la enorme serpiente que había matado. La quinta versión nos dice que mientras Heracles servía a Ónfale en Asia Menor, mató a una serpiente dañina a orillas del Sangario, un río lidio; y Zeus honró su valentía colocando esta imagen suya entre los cielo.